# Aegiochus gracilipes
Aegiochus gracilipes là một loài chân đều trong họ Aegidae. Loài này được Hansen miêu tả khoa học năm 1895.